# Sam Breton
Pour les articles homonymes, voir Breton (homonymie).
Sam Breton est un humoriste, animateur et comédien québécois né le 3 juin 1989 à Laurier-Station (Québec). 

## Biographie
Sam Breton sort diplômé de l'École nationale de l'humour en 2013. En janvier 2020, il débute officiellement la tournée de son premier spectacle intitulé "Au pic pis à pelle". Son one-man-show touchera un impressionnant total de 310 000 billets vendus et plus de 500 représentations.
Durant cette première tournée, il remporte les prix de "Humoriste de l'année" et "Meilleur vendeur" au Gala Les Olivier. Il gagne également un Félix au Gala de l'ADISQ pour "Spectacle de l'année".

## Scène
- 2013 Tournée des finissants de l’ENH partout au Québec
- 2015 Animation Scène Loto-Québec au Zoofest
- 2017 Première partie de Patrick Groulx
- 2017-2018 Rodage premier one-man show à travers le Québec
- 2017 Gala Juste pour rire de Patrick Groulx
- 2018 Animation Gala Zoofest 10e anniversaire
- 2018 Gala Juste pour rire de Laurent Paquin
- 2018 Gala ComediHa! de Phil Roy
- 2019 Gala Juste pour rire de Katherine Levac
- 2019 Gala Juste pour rire de Jay Du Temple [3]
- 2019 Gala ComediHa! de P-A Méthot
- 2019 Gala ComediHa! de Pierre Hébert [4]
- 2019 Gala Grand Montréal Comique
- 2019 à 2023 Premier one-man-show « Au pic pis à pelle » [5],[6]
- 2024-2025 Rodage de son deuxième One-man-show

## Télévision
- 2014 Finaliste En route vers mon premier Gala Juste pour rire
- 2015 Participation au tournage de la série Patrice Lemieux 24/7
- 2015 Panéliste à l’émission Code F à VRAK
- 2016 ComediHa! Club sur les ondes de Noovo
- 2016 Dans ma tête animé par Patrick Groulx à TVA
- 2016-2018 Panéliste à l’émission Code G à VRAK
- 2017-2021 Chroniques humoristiques à Salut Bonjour à TVA
- 2017 Ceci n'est pas un talk show à Z télé - Champion de la saison
- 2018 Des squelettes dans le placard à ICI Radio-Canada télé
- 2018 Comédie sur mesure à Z télé
- 2018 Mais Pourquoi à Z télé web
- 2018 5 règles à VRAK
- 2019 La guerre des clans à Noovo
- 2019 L’Open mic de… à Noovo
- 2019-2020 Sucré salé à TVA
- 2019-2020 Le Tricheur à TVA
- 2019-2020 Ça finit bien la semaine à TVA
- 2019-2021 Chroniqueur à VLOG à TVA
- 2020 Y’a du monde à messe à Télé-Québec
- 2020 Coups de food à Zeste
- 2020 Silence on joue ! à ICI Radio-Canada télé
- 2020 La semaine des 4 Julie à Noovo
- 2020 Deux hommes en or à Télé-Québec
- 2020-2021 Collaborateur Bonsoir bonsoir à ICI Radio-Canada télé
- 2020 Tout le monde en parle à ICI Radio-Canada télé [7],[8]
- 2021 à aujourd'hui Chanteurs Masqués à TVA

## Podcast
- Mike Ward Sous Écoute
- Jay Du Temple discute
- La soirée est (encore) jeune
- Podcast de Thomas Levac
- Et bien d'autres...
- Animation de son propre podcast « Avec son Sam » (138 épisodes de 2020 à 2022)

## Radio
- 2019 : Chroniqueur Émission du retour à 94,3 ÉNERGIE
- 2019-2021 : Chroniqueur Véronique et les Fantastiques à 107.3 Rouge

## Distinctions
- 2011 Gagnant du Festival Le Tremplin de Dégelis
- 2013 Bourse d’excellence remise par l’École nationale de l’humour
- 2014 Premier prix et prix coup de cœur du public au concours de la relève du Festival d'humour de l'Abitibi-Témiscamingue, à Val-d’Or, en collaboration avec Juste pour rire[9]
- 2014 Finaliste En route vers mon premier Gala Juste pour rire
- 2019 Gagnant du prix « Artiste de l'année » à Juste pour rire
- 2019 Gagnant du prix « Découverte de l'année » au Gala Les Olivier [10],[11]
- 2020 Billet d’or pour 50 000 billets vendus pour son one-man-show « Au pic pis à pelle »
- 2020 Gagnant du prix spectacle d'humour de l'année au Gala de l'ADISQ avec son spectacle « Au pic pis à pelle »[12].
- 2021 Gagnant du prix « Humoriste de l’année » au Gala Les Olivier.
- 2022 Billet double platine pour 200 000 billets vendus pour sa tournée « Au pic pis à pelle »[13]
- 2023 Nommé du prix «Olivier de l'année» au Gala Les Olivier[14]
- 2024 Gagnant du prix "Meilleur vendeur" au Gala Les Olivier
- 2024 310 000 billets vendus et plus de 500 représentations de son 1er one-man-show « Au pic pis à pelle »

## Autres
- 2012-2019 : Gala d'humour Sébastien Bouchard pour la prévention du suicide
- 2019 : Animateur spectacles bénéfices pour la Fondation Yvon Deschamps